# Вальборг Аулін
Лаура Вальборг Аулін (швед. Laura Valborg Aulin, 9 січня 1860, Євле, Швеція — 13 березня 1928, Еребру, Швеція) — шведська піаністка, композитор та викладач музики. Рідна сестра відомого шведського скрипаля Тура Ауліна, представниця нордичного стилістичного напряму з ліричним характером творів, учасниця Квартету Ауліна.

## Життєпис
Лаура Вальборг Аулін народилася у місті Євле. Вона, як і її молодший брат Тур Аулін, зростала у інтелігентній сім'ї: мати планувала стати співачкою, втім відмовилася від своєї мрії через слабке здоров'я, а батько отримав звання доктора наук, досліджуючи творчість грецького поета Каллімаха, а також займався грою на скрипці на аматорському рівні.
Початкові музичні зання дівчині дала бабуся, що була чудовим виконавцем та педагогом. Згодом наставником юної піаністки стала Гільда Тегестрем. У 1877 році Вальборг вступила до Стокгольмської консерваторії, яку закінчила п'ять років потому. У 1880 році відбувся перший публічний виступ Вальборг Аулін разом з братом у Седеркепінзі. Після завершення музичного навчального закладу дівчина продовжила вивчати фортепіано та теорію музики у Стокгольмі, а трохи згодом у Еребру. Вальборг отримала грант на поїздку закордон від Єнні Лінд і протягом 1885–1887 років вдосконалювала свою музичну майстерність у Копенгагені, Берліні та Парижі під проводом Нільса Гаде, Бенжамена Годара і Жуля Массне.
Повернувшись до Стокгольма, Вальборг розпочала викладацьку діяльність і паралельно займалася написанням свого музичного доробку. Вона об'єднала власні зусилля з ідеями брата і увійшла до складу Квартету Ауліна, що незабаром став досить знаним музичним колективом у Швеції. Після смерті Людвіга Нормана, Вальборг прийняла пропозицію обійняти посаду викладача та органіста у місті Еребру, що приблизно у 200 км від Стокгольма. У силу різних причин її існування у консервативному світі столичної музики стало неможливим. У пам'ять Людвіга Нормана було написано месу для змішаного хору та оркестру «Pie Jesu Domine».
Головним внеском Вальборг Аулін у музику є два струнні квартети. Критик Адольф Ліндгрен зазначив, що e-moll квартет менш винахідливий за своєю суттю, проте з технічного боку значно продуманіший за свого попередника. Після його прем'єри 24 березня 1890 роки в концертному залі Шведської академії наук про квартет майже на сто років забули і немає жодного підтвердження, що його було виконано привселюдно хоча б раз до 1991 року.

## Список вибраних творів
Оркестрові твори
- «Tableaux Parisiens», оркестрова сюїта, op. 15

Твори для хору та оркестру
- «Pie Jesu Domine», урочиста меса для змішаного хору та оркестру, op. 13
- «Пан Улоф» (нім. Herr Olof, інша назва — швед. På ängen under det mörka fjälle), балада для тенора, змішаного хору та оркестра, op. 3 (1880)
- «Gå stum, ja stum», для сопрано, змішаного хору, арфи та струнних (1886)
- «Veni Sanctu Spiritus», гімн для змішаного хору та оркестру або фортепіано, op. 31 (32?) (1898)

Камерні твори
- Струнний квартет No.1 у F-dur (1884)
- Струнний квартет No.2 у e-moll, op. 17 (1889)

Твори для фортепіано
- «5 tondikter» для фортепіано, op. 7 (1882)
- 7 фрагментів для фортепіано («Романс», «Вальс», «Елегія», «Полонез», «Скерцо», «Каприз», «Фантазія»), op. 8 (1884)
- Соната для фортепіано у f-moll, op. 14
- Альбомний листок, op. 29 (1889)
- «Valse elegiaque» (1892)
- Фрагменти фантазії, op. 30 (1898)

Пісні
- 4 пісні на вірші Гейне з «Книги пісень» (нім. Buch der Lieder), op. 9
- 2 пісні («Колискова» та «Чи був це сон?»), op. 19